# Miriam Butkereit
Miriam Butkereit   (Hamburg, Alemanya, 8 de maig de 1994) és una judoka alemanya, que competeix en la categoria de pes mitjà (actualment -70kg). Ha participat en 1 Olimpíada, guanyant la medalla de plata en els Jocs Olímpics de París 2024. A més, ha guanyat 3 medalles de bronze en el Campionat del Món.

## Trajectòria professional
| Jocs Olímpics      | Jocs Olímpics | Jocs Olímpics | Jocs Olímpics |
| ------------------ | ------------- | ------------- | ------------- |
| 2024               | París         | 2             | -70 kg        |
| Campionat del Món  |               |               |               |
| 2021               | Budapest      | 5a posició    | -70 kg        |
| 2022               | Taixkent      | 5a posició    | -70 kg        |
| 2022               | Taixkent      | 3             | Equips mixt   |
| 2023               | Doha          | 1/8 final     | -70 kg        |
| 2023               | Doha          | 5a posició    | Equips mixt   |
| 2025               | Budapest      | 3             | -70 kg        |
| 2025               | Budapest      | 3             | Equips mixt   |
| Campionat d'Europa |               |               |               |
| 2019               | Minsk         | 1a ronda      | -70 kg        |
| 2020               | Praga         | 5a posició    | -70 kg        |
| 2023               | Montpeller    | 1/8 final     | -70 kg        |
| 2024               | Zagreb        | 1/8 final     | -70 kg        |
| 2025               | Podgorica     | 7a posició    | -70 kg        |